# ランカスター (ニューハンプシャー州)
ランカスター（英: Lancaster）は、アメリカ合衆国ニューハンプシャー州の町。コーアス郡の郡庁所在地である。人口は3,218人（2020年）。イングランドのランカスターから名前が採られた。コネチカット川に沿っており、グレート・ノース・ウッズ地域への入り口にある。アメリカ国道2号線とアメリカ国道3号線の交差点がある。ランカスターはバーモント州にもまたがるバーリン都市圏に属している。
ランカスターは、フリー・ステイト・プロジェクトの2014年「ポークフェスト」サマーキャンプが開催された場所である。町内にはグレンジとサウスランカスターのビレッジがあり、またウィークス州立公園もある。毎年ランカスター祭が開催されている。ホワイト山国立の森の一部が町の東部に入っている。

## 歴史
1763年、ニューハンプシャー植民地総督のベニング・ウェントワースが、マサチューセッツのピーターシャムのデイビッド・ペイジ大尉にアッパー・コーアスとして払下げ、町としては1764年にその息子であるデイビッド・ペイジ・ジュニアとエモンズ・ストックウェルが入植した。50マイル (80 km) 南にあるヘイバリルより北では初の開拓地であり、当初は現在のバーモント州に入っている土地も含んでいた。コネチカット川の北部にあり、インディアンからの敵意に対して何度も耐えることになった。初期住人の故郷であるマサチューセッツ州ランカスターから町の名前が採られた。町の土地を払い下げられたジョシュア・ウィークス牧師がプレジデンシャル山地の山々に名前を付けた探検者集団に入っていた。別の払い下げを受けた者としてティモシー・ナッシュとベンジャミン・ソーヤーがおり、1771年にメイン州ポートランドに抜ける近道としてクロウフォード・ノッチを発見した。
水力を生かした多くの工場ができては、また去って行った。その中には製材所、ジャガイモのでんぷん工場、州内最大級の製粉所、荷馬車工場があった。キルケニー山地で操業された花崗岩採石場もあった。コネチカット川傍の肥沃な草原があり、1874年には州内で12番目に農業生産高の多い町となっていた。ボストン・コンコード・アンド・モントリオール鉄道が延伸され、市場に製品を運び出し、地域の大きなホテルに観光客を運んできた。
村の中心のすぐ南にはマウント・プロスペクトがあり、アメリカ合衆国上院議員ジョン・W・ウィークスの夏の家である。ウィークスはホワイト山国立の森を創設する法案を提出した。1910年、幾つかの農園を買収して、420エーカー (1.70 km²) の土地を纏めた。そこは現在ウィークス州立公園となっており、火の見櫓やウィークスの邸宅があって、夏の間は観光客に開放されている。冬の斜面ではスキー用けん引ロープが動かされる。ホワイト山地やグリーン山地が、標高2,059フィート (628 m) の山頂に1912年に建設された石造りの塔から見られることがある。プレジデンシャル山地は南東にあり、フランコニア山地が南にある。標高3,900フィート (1,200 m) のマウント・ウィークスが、北東のキルケニー山地にある。この山はウィークス上院議員にちなんで名付けられ、またウィークス・メディカル・センターも同様である。ボザール様式建築のウィークス記念図書館は2000年にアメリカ合衆国国家歴史登録財に指定された。ジョン・W・ウィークスが、その父のウィリアム・デニス・ウィークスの記念に寄付したものである。

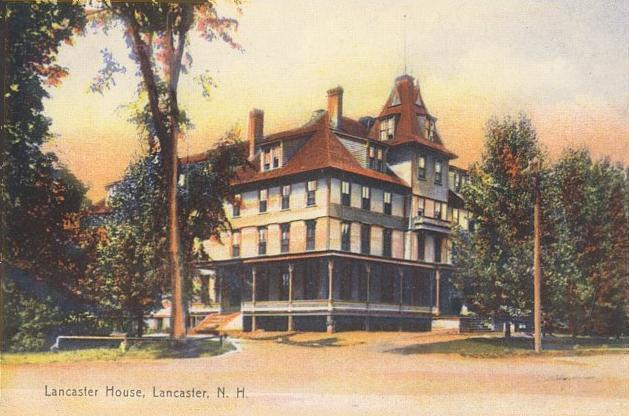
ランカスター・ハウス、1908年
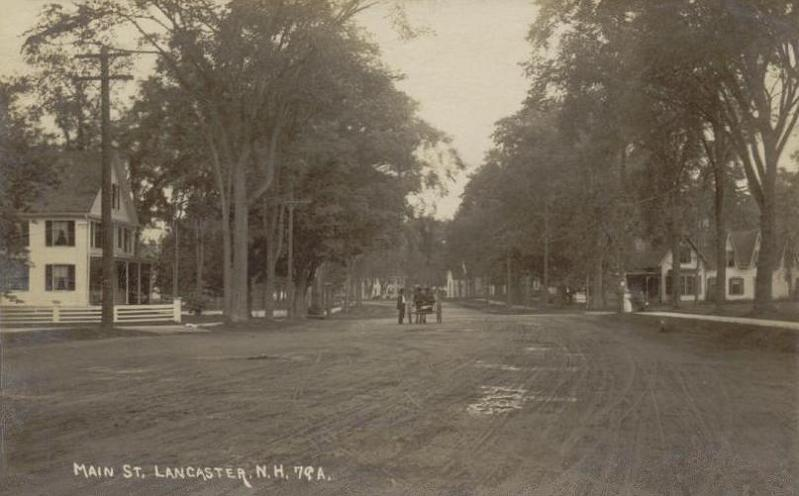
メインストリート、1910年頃
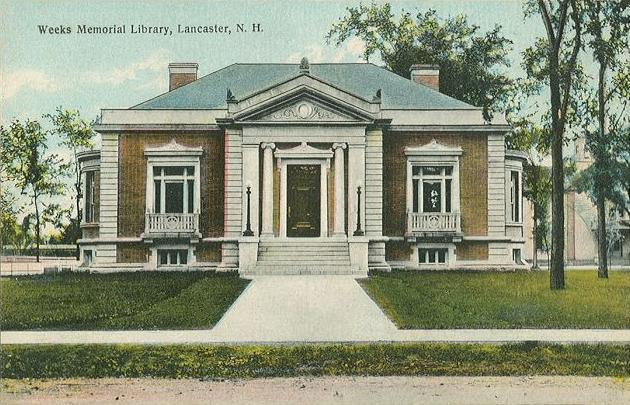
ウィークス記念図書館、1912年頃
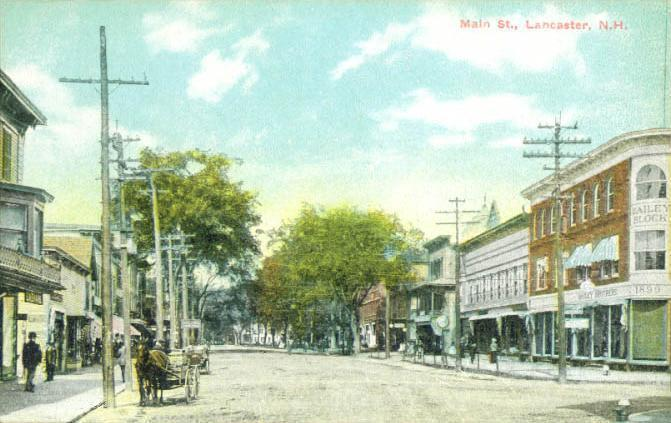
メインストリート、1910年頃

## 地理
アメリカ合衆国国勢調査局に拠れば、町域全面積は50.7平方マイル (131 km2)であり、このうち陸地49.8平方マイル (129 km2)、水域は0.9平方マイル (2.3 km2)で水域率は1.73% である。町の中心、すなわち国勢調査指定地域に指定されている部分は総面積2.1平方マイル (5.4 km2)であり、このうち陸地2.0平方マイル (5.2 km2)、水域は0.1平方マイル (0.2 km2)で水域率は1.44% である。
ランカスターの町をイスラエル川が流れ、またコネチカット川流域に全て含まれている。町内にマーティン草原池もある。町内最高地点は標高3,290フィート (1,000 m) のカボー山の西陵である。

### 気候
| ランカスターの気候     | ランカスターの気候 | ランカスターの気候 | ランカスターの気候 | ランカスターの気候 | ランカスターの気候 | ランカスターの気候 | ランカスターの気候 | ランカスターの気候 | ランカスターの気候 | ランカスターの気候 | ランカスターの気候 | ランカスターの気候 | ランカスターの気候 |
| 月                     | 1月                | 2月                | 3月                | 4月                | 5月                | 6月                | 7月                | 8月                | 9月                | 10月               | 11月               | 12月               | 年                 |
| ---------------------- | ------------------ | ------------------ | ------------------ | ------------------ | ------------------ | ------------------ | ------------------ | ------------------ | ------------------ | ------------------ | ------------------ | ------------------ | ------------------ |
| 最高気温記録 °F （°C） | 62 (17)            | 63 (17)            | 78 (26)            | 90 (32)            | 91 (33)            | 95 (35)            | 95 (35)            | 94 (34)            | 93 (34)            | 82 (28)            | 73 (23)            | 62 (17)            | 95 (35)            |
| 平均最高気温 °F （°C） | 24.5 (−4.2)        | 27.9 (−2.3)        | 38.2 (3.4)         | 51.1 (10.6)        | 66.1 (18.9)        | 74.1 (23.4)        | 78.6 (25.9)        | 76.2 (24.6)        | 67.6 (19.8)        | 55.6 (13.1)        | 41.7 (5.4)         | 29.4 (−1.4)        | 52.58 (11.43)      |
| 平均最低気温 °F （°C） | 1.4 (−17)          | 2.1 (−16.6)        | 14.7 (−9.6)        | 27.6 (−2.4)        | 39.4 (4.1)         | 48.9 (9.4)         | 53.9 (12.2)        | 52.1 (11.2)        | 43.7 (6.5)         | 32.2 (0.1)         | 24.4 (−4.2)        | 10.2 (−12.1)       | 29.22 (−1.53)      |
| 最低気温記録 °F （°C） | −39 (−39)          | −40 (−40)          | −26 (−32)          | −1 (−18)           | 18 (−8)            | 28 (−2)            | 32 (0)             | 28 (−2)            | 21 (−6)            | 8 (−13)            | −9 (−23)           | −36 (−38)          | −40 (−40)          |
| 降水量 inch （mm）     | 2.63 (66.8)        | 1.81 (46)          | 2.35 (59.7)        | 2.70 (68.6)        | 3.41 (86.6)        | 3.99 (101.3)       | 3.92 (99.6)        | 4.37 (111)         | 3.47 (88.1)        | 3.21 (81.5)        | 3.18 (80.8)        | 2.73 (69.3)        | 37.77 (959.3)      |
| 降雪量 inch （cm）     | 18.0 (45.7)        | 14.4 (36.6)        | 12.2 (31)          | 4.3 (10.9)         | ほぼ0              | 0 (0)              | 0 (0)              | 0 (0)              | ほぼ0              | 0.3 (0.8)          | 5.6 (14.2)         | 15.5 (39.4)        | 70.3 (178.6)       |
| 出典：NOAA             |                    |                    |                    |                    |                    |                    |                    |                    |                    |                    |                    |                    |                    |

## 人口動態

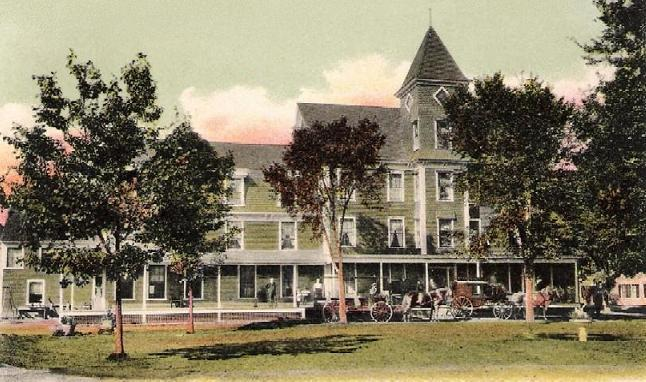
マンション・ハウス、1907年

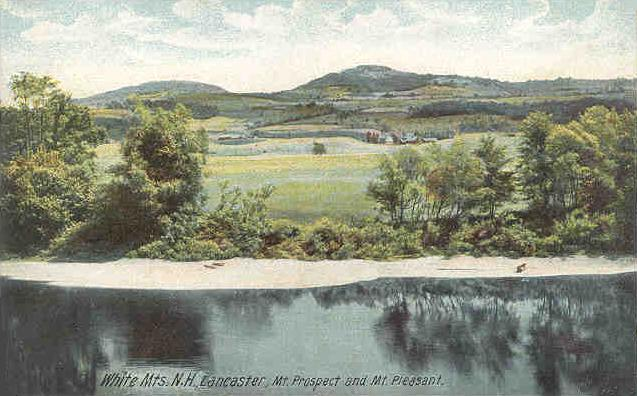
プロスペクト山、1905年頃

以下は2010年国勢調査による人口統計データである。
| 基礎データ - 人口: 3,507 人 - 世帯数: 1,399 世帯 - 家族数: 880 家族 - 人口密度: 27.2人/km2（70.4 人/mi2） - 住居数: 1,687 軒 - 住居密度: 13.1軒/km2（33.9 軒/mi2） 人種別人口構成 - 白人: 96.8% - アフリカン・アメリカン: 0.3% - ネイティブ・アメリカン: 0.7% - アジア人: 0.6% - 太平洋諸島系: 0.03% - その他の人種: 0.4% - 混血: 1.1% - ヒスパニック・ラテン系: 1.7% 年齢別人口構成 - 18歳未満: 21.9% - 18-24歳: 7.3% - 25-44歳: 20.2% - 45-64歳: 31.2% - 65歳以上: 19.4% - 年齢の中央値: 45歳 - 性比（女性100人あたり男性の人口） - 総人口: 91.8 - 18歳以上: 86.6 | 世帯と家族（対世帯数） - 18歳未満の子供がいる: 29.1% - 結婚・同居している夫婦: 48.4% - 未婚・離婚・死別女性が世帯主: 10.4% - 非家族世帯: 37.1% - 単身世帯: 29.4% - 65歳以上の老人1人暮らし: 13.1% - 平均構成人数 - 世帯: 2.35人 - 家族: 2.85人 収入と家計（2007年から2011年の平均値） - 収入の中央値 - 世帯: 40,455米ドル - 家族: 53,542米ドル - 性別 - 男性: 48,438米ドル - 女性: 30,000米ドル - 人口1人あたり収入: 28,245米ドル - 貧困線以下 - 対人口: 13.0% - 対家族数: 10.4% - 18歳未満: 12.7% - 65歳以上: 19.2% |

### 町の中心
以下は町の中心（国勢調査指定地域）のみについて、2010年国勢調査による人口統計データである。
| 基礎データ - 人口: 1,725 人 - 世帯数: 705 世帯 - 家族数: 422 家族 - 人口密度: 331.7人/km2（862.5 人/mi2） - 住居数: 816 軒 - 住居密度: 156.9軒/km2（408.0 軒/mi2） 人種別人口構成 - 白人: 96.2% - アフリカン・アメリカン: 0.5% - ネイティブ・アメリカン: 0.9% - アジア人: 0.9% - 太平洋諸島系: 0.1% - その他の人種: 0.2% - 混血: 1.2% - ヒスパニック・ラテン系: 2.5% | 年齢別人口構成 - 18歳未満: 23.7% - 18-24歳: 7.5% - 25-44歳: 21.5% - 45-64歳: 29.6% - 65歳以上: 17.7% - 年齢の中央値: 43歳 - 性比（女性100人あたり男性の人口） - 総人口: 87.3 - 18歳以上: 83.4 世帯と家族（対世帯数） - 18歳未満の子供がいる: 30.8% - 結婚・同居している夫婦: 42.4% - 未婚・離婚・死別女性が世帯主: 13.6% - 非家族世帯: 40.1% - 単身世帯: 32.1% - 65歳以上の老人1人暮らし: 14.6% - 平均構成人数 - 世帯: 2.30人 - 家族: 2.83人 | 収入と家計（2007年から2011年の平均値） - 収入の中央値 - 世帯: 29,943米ドル - 家族: 52,604米ドル - 性別 - 男性: 57,344米ドル - 女性: 24,932米ドル - 人口1人あたり収入: 23,340米ドル - 貧困線以下 - 対人口: 18.5% - 対家族数: 17.7% - 18歳未満: 19.2% - 65歳以上: 29.7% |

## 交通

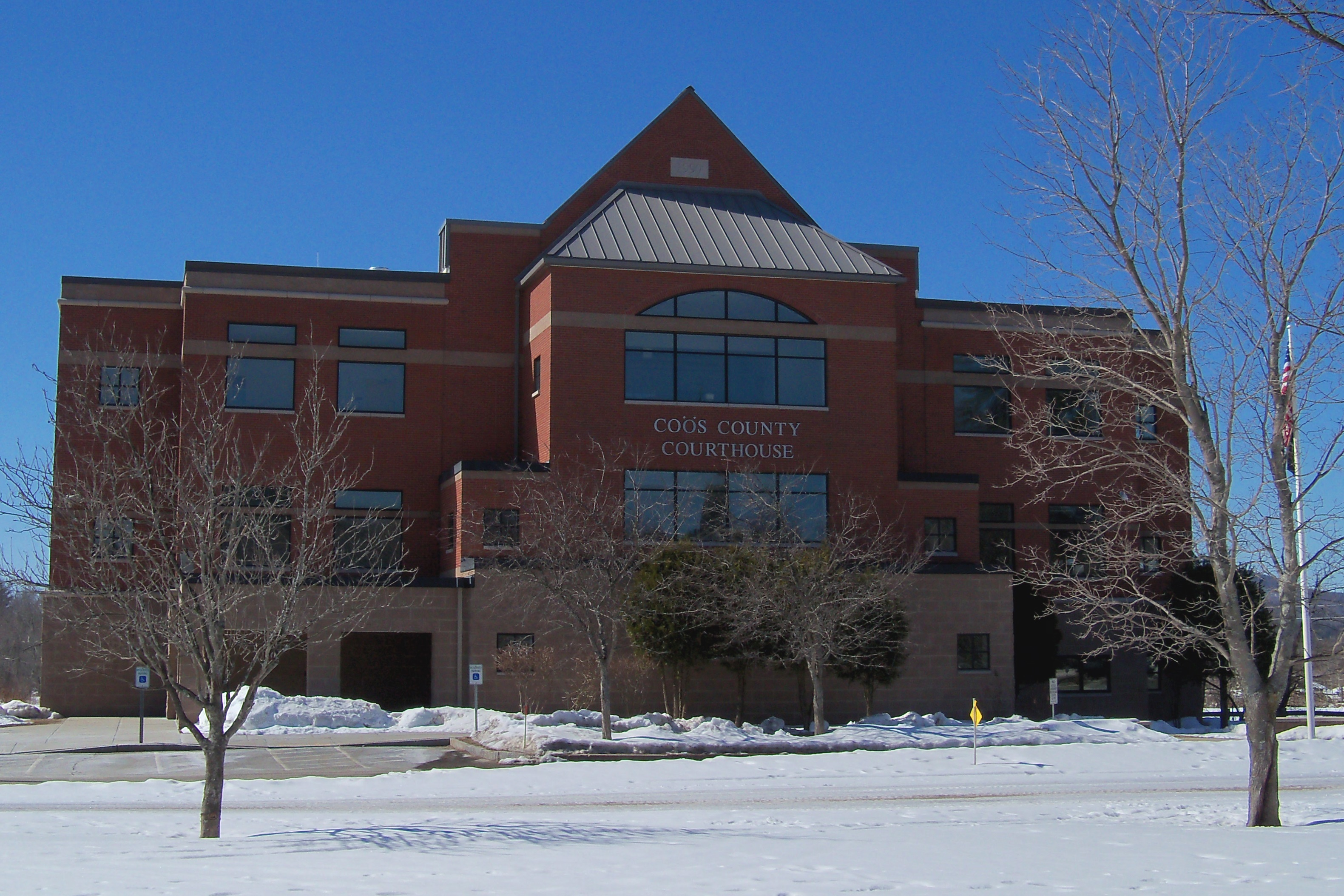
コーアス郡庁舎

ランカスターはアメリカ国道2号線と同3号線の交差点にあり、ニューハンプシャー州道135銭の北端にある。この州道は南のダルトンやその先に繋がっている。メイン・セントラル鉄道のあまり使われていない路線がコネチカット川を回り込んでおり、コーアス・ジャンクションから分かれたその支線がジェファーソンからワウムベク・ジャンクションに繋がっている。ワシントン山地域空港が、11マイル (18 km) 離れた隣接するホワイトフィールド町にある。2006年1月時点で公共輸送機関であるトリ・タウン・バスが、ホワイトフィールドとリトルトンを結んでいる。

## 著名な出身者
- GGアリン、パンク・ロック歌手、音楽情報サイトの権威であるオールミュージックが、「ロック史上もっとも見事な変質者」と評している
- ジョン・ウィンゲイト・ウィークス、アメリカ合衆国上院議員、アメリカ合衆国陸軍長官

## 見どころ
- ジョン・ウィンゲイト・ウィークス歴史史跡とロッジ[12]、1913年建設
- ランカスター歴史協会博物館
- ワイルダー・ホールトン邸、1780年建設